# Предраг Гојковић Цуне
Предраг Гојковић Цуне (Крагујевац, 6. новембар 1932 — Београд, 21. јул 2017) био је српски певач народних песама, севдалинки, староградских, забавних и мексиканских песама. Био је један од најпопуларнијих и најцењенијих југословенских и српских певача, добитник великог броја признања и носилац статуса истакнутог естрадног уметника. Надимак „Цуне“ је добио, како је сам објаснио у емисији „Балканском улицом“ Радио-телевизије Србије, по мајчином дозивању „Оди да те мајка цуне“ (љуби). Током каријере, дуге шездесет седам година, отпевао је хитове: Јаничар, Кафу ми, драга, испеци, Љубав ми срце мори, Запевајте песме старе, Соња, Стани, стани, Ибар водо, Дунаве, моје море, Само једном срце луди, Комшиница...

## Биографија
Отац Предрага Гојковића, Јован Гојковић, рођен је 1906. године у Кузмину, у Срему. Са седамнаест година се доселио у Крагујевац, где је живео и радио као берберин. У Крагујевцу се 1931. године упознао са Предраговом мајком, Радмилом, која је имала 17 година, а 1932. године су се венчали. Предраг је рођен 6. новембра 1932. године, а тринаест месеци касније је добио сестру Анку. Године 1936. цела породица се преселила у Београд, у улицу Грчића Миленка на Црвеном Крсту.
Предраг Гојковић је кренуо у први разред основне школе 1939. године, у основној школи „Војислав Илић“. Средњу школу је завршио у Осмој мушкој гимназији на Црвеном крсту у Београду, где се дружио и ишао у школу са касније глумцима Велимиром — Батом Живојиновићем и Данилом Батом Стојковићем. Након гимназије, студира на Трговачкој академији, али га певање одвлачи од студија, тако да никад није дипломирао.
На свој рођендан, 6. новембра 1962. године Предраг Гојковић се оженио Лепосавом, са којом је до краја живота био у браку. Има две кћерке, Наташу (1964) и Катарину (1967), глумицу.
Преминуо је 21. јула 2017. године у Београду, у 85-ој години. Сахрањен је 26. јула у Алеји заслужних грађана на Новом гробљу у Београду поред пријатеља из детињства Бате Живојиновића.

## Каријера
Први наступ имао је 1939. године на приредби "Прело на селу" у Коларчевој задужбини, када је као седмогодишњак певао у дуету са сестром Анком. Пред микрофон Радио Београда стао је 1948. године захваљујући Жарку Милановићу, правнику и музичару који је имао свој оркестар и који је Цунета научио све о песми, дикцији и понашању на сцени. Занат је пекао певајући по кафанама у Вршцу, Смедереву, Мостару, Београду. У почетку каријере био је познат по извођењу мексиканских песама, па затим забавних и нарочито народних песама. Поред тога, играо је углавном епизодне улоге у неколико телевизијских серија и филмова.
Цуне је на почетку своје каријере радио и као чиновник у пошти, о томе је причао у једном интервјуу, говорио је да га је супруга убеђивала да напусти посао у пошти,  и посвети се певању,  он је на крају послушао супругу  и дао отказ у пошти,   тада је Цуне кроз шалу рекао: Да не беше моје супруге ја бих још увек лупао печате у пошти...
Први велики успех, као члана ансамбла Милије Спасојевића, било је друго место на фестивалу "Шест дана канцона" у Милану, са песмом "Халиско". Након тога, наступа на фестивалима забавне музике у Београду, Опатији, Загребу. У фебруару 1962. године снима плочу са песмом "Кафу ми, драга, испеци", која је већ у мају постала прва "златна плоча" у Југославији и на Балкану. Од тог тренутка мења свој репертоар, све мање снима забавне песме, а све више народне, романсе и староградске.
У јеку популарности у Југославији, 1966. године отишао је на турнеју у Америку и тамо остао три године. За Американце је био певач иза "гвоздене завесе", били су одушевљени његовим беспрекорним интерпретацијама руске, јеврејске, француске, шпанске и наше музике, а певао је од једне до друге обале Америке. По повратку у СФРЈ, 1968. године, неке новине су га прогласиле четничким певачем, због чега су му песме биле забрањене на радио и ТВ станицама, али је, како је сам рекао, након две-три године добио пуну сатисфакцију, Орден рада са златним венцем, Естрадну награду Југославије и као никад постао цењен од стране колега и публике.
Током 1960-их и 1970-их година више пута је учествовао на фестивалима: Београдско пролеће, Београдски сабор, Илиџа, Песма лета и Куп певача у Паризу, на којима је неретко освајао прве и друге награде. Такође, учествовао је и на фестивалима: Хит парада, Вогошћа, Златна тамбурица.
У историји југословенске естраде остаће запамћено чувено натпевавање са Миодрагом Милетом Богдановићем 26. марта 1971. године у хотелу "Југославија". У певачком двобоју, названом "Ко зна више", а које је трајало више од 15 сати, победу је однео управо Цуне и понео титулу најбољег познаваоца песама.
Током 1980-их година заједно са Предрагом Живковићем Тозовцем и глумицом Златом Петковић био је водитељ чувене "Фолк параде". Поред много одржаних концерата и телевизијских емисија, певао је и у дуету са Предрагом Живковићем Тозовцем, Мирославом Илићем, Живком Ђурић и Лепом Лукић, а наступао је и у трију са Мирославом Илићем и Предрагом Живковићем Тозовцем (Три мајстора). Певао је у најзначајнијим дворанама широм света, филхармонијама свих 15 тадашњих совјетских република и 22 аутономне покрајине - од сале "Чајковски" у Москви, преко париске "Олимпије" и Линколн центра у Њујорку, до Сиднејске Опере.
Играо је у серији Сервисна станица, првој југословенској тв серији, као и у серијама Наше приредбе и Позориште у кући. Глумио је у неколико југословенских филмова, међу којима су И бог створи кафанску певачицу и Јагоде у грлу, који му је донео награду на Филмском фестивалу у Нишу, за најбољег натуршчика. У оперети "Слепи миш" Јохана Штрауса, у Народном позоришту певао је песму "К'о лепи сан", док му је у Атељеу 212 у представи "Свети Георгије убива аждаху" Душана Ковачевића, поверена вишегласна интепретација, без иједног инструмента.
Крајем деведесетих година је у оквиру серијала "Цуне и пријатељи" са својим пријатељима — познатим и неафирмисаним музичарима одржао низ концерата у градовима широм Србије. Концертом у Сава центру, 18. фебруара 1999. године обележио је педесет година уметничког рада, а 2003. године одржао је концерт у дворани Коларчеве задужбине.
Током каријере дуге близу седамдесет година, снимио је 52 сингл-плоче, више коктел албума и неколико солистичких, а 1999. године поводом педесет година каријере, ПГП РТС је издао троструки цд "Записано у времену" са 55 песама у извођењу Цунета Гојковића. За музички архив Радио Београда снимио је више од хиљаду песама изворне народне музике, мексиканских и евергрин песама.
Поводом осамдесет трећег рођендана и шездесет седам година каријере, 6. новембра 2015. године у Каменој сали Радио Београда уручен му је Златни микрофон Радио Београда. У новембру 2015. је рекао за „Вечерње новости“ да неће више певати и тако завршио певачку каријеру, дугу готово седамдесет година.
Током своје вишедеценијске каријере, добио је све струковне награде и признања, међу којима су и Сребрњак са ликом Вука Караџића од стране Вукове задужбине, Награда за животно дело и допринос култури од стране Културно-просветне заједнице и Златни микрофон Радио Београда. 2018. године поводом Дана државности постхумно је одликован Златном медаљом за заслуге. Имао је статус истакнутог естрадног уметника.

## Рекли су о Цунету
Певач-феномен. Тиме је све речено. Наш најбољи интерпретатор који се родио на овим просторима.— Ђорђе Марјановић, вокални солиста
Када чујем Цунетов глас, сетим се речи мога оца: "Овај уметник има свету ватру". Цунета је "света ватра" уврстила у "величанственог" српске вокалне музике.— Војислав Воки Костић, композитор
Цуне је био и остао несаломиви стуб наше популарне музике. ... Импоновала ми је његова велика жанровска ширина, коју је мало ко од наших врсних певача поседовао. Као сјајан певач, имао је и једну ману. То је била његова наглашена професионалност, коју ова средина, нажалост, не уме много да цени.— Радослав Граић, композитор
Цуне је једна изузетна личност међу певачима свих жанрова од забавне музике до опере. Он има изванредан слух, можда и најбољи од свих певача које знам.— Војислав Симић, композитор и диригент
Није довољно певати, треба певати на тај начин. Ко тражи песму, не налази. Цуне сам бива нађен. ... Пева посебно, помишљам да се обраћа Богу.— Милован Бојић, професор универзитета

## Награде и признања
- Сребрни лав, 1958.[3]
- Орден заслуга за народ (одликовао га тадашњи председник Југославије Јосип Броз Тито)[2]
- Награда за најбољег натуршчика, за улогу у филму „Јагоде у грлу“, 1985.
- Посебно признање за врхунски допринос националној култури Србије[13]
- Златни микрофон Радио Београда, 2015.[14]
- Златни мелос - награда за животно дело, 2015.[15]
- Награда за животно дело и допринос култури од стране Културно-просветне заједнице, 2015.[16]
- Сребрњак са ликом Вука Караџића од стране Вукове задужбине за допринос очувању традиције у форми изворне народне песме, 2015.[17]
- Награда за животно дело, од стране Савеза естрадно-музичких уметника Србије 2017. године (постхумно)
- Златна медаља за заслуге, поводом Дана државности Републике Србије 2018. године (постхумно)[18]

## Занимљивости
- На почетку каријере певао је мексиканске и забавне песме.
- Распон његовог гласа био је три октаве, а многе његове колеге, па и оперски певачи, чудили су се колико дуго може да пева, а да не удахне ваздух. Отуда и чувена изјава Лепе Лукић да "Цуне у јуну пред турнеју оде на Авалу да узме ваздух, а у септембру на крају турнеје издахне преостали ваздух".[8]
- Знао је више од 4.000 песама, а за музички архив Радио Београда снимио је 1.000 песама изворне народне музике.[17]
- Његова плоча Кафу ми, драга, испеци са истоименом песмом (1962) је прва златна плоча у Југославији и на Балкану.
- Његове песме Јаничар и Само једном срце луди су поводом 60 година телевизије, уврштене у 60 најлепших песама народне музике, гласовима гледалаца и слушалаца Радио-телевизије Србије.
- Био је један од најомиљенијих певача председника Јосипа Броза Тита и његове супруге Јованке Броз.
- Играо је у неколико телезивијских серија и филмова, међу којима су серија Позориште у кући и филм Јагоде у грлу.
- У представи "Свети Георгије убива аждаху" поверена му је вишегласна интерпретација без иједног инструмента.

## Хитови
- Јаничар
- Кафу ми, драга, испеци
- Љубав ми срце мори
- Запевајте песме старе
- Дунаве, моје море
- Соња
- Само једном срце луди
- Комшиница
- Стани, стани, Ибар водо
- Мој коњићу
- Пробија се коловођа
- Голубице мала
- С оне стране Мораве
- Јесен стиже рана
- Ај чија фрула
- Опростите, другови свирачи

## Фестивали
- 1960. Опатија - Дуго, лијепа дуго
- 1961. Београдско пролеће - Мала песма о великој срећи
- 1963. Београдско пролеће - Паве, ја и мандолина
- 1964. Београдско пролеће - Нека зна још неко
- 1966. Београдски сабор - Од када се растадосмо
- 1966. Илиџа - Не куни чаше
- 1970. Илиџа - Љубав је вјечна
- 1970. Београдски сабор - Голубице бела
- 1971. Песма лета - Дон Жуан
- 1972. Песма лета - Запевајте песме старе
- 1973. Београдско пролеће - Још и данас (Вече староградске песме)
- 1973. Београдски сабор - Само једном срце луди
- 1975. Београдски сабор - Очи и звијезде
- 1975. Хит парада - Седам села, седам мојих цура
- 1976. Београдско пролеће - Седи Мара на камен студенцу (Вече старе градске песме)
- 1978. Београдско пролеће - Моја виолина (Вече градских песама)
- 1979. Београдско пролеће - Руже су увеле (Вече градске песме)
- 1981. Београдско пролеће - Пролеће је кад се двоје сретну (Вече нове градске песме)
- 1981. Звуци Паноније, Осијек - Јеси л' ме жељна драга
- 1982. Београдско пролеће - Стан'Дунаве, стани плави (Вече нове градске песме)
- 1982. Хит парада - Други старе, ја све млађи
- 1983. Звуци Паноније, Осијек - Носталгија
- 1986. Вогошћа, Сарајево - Судбина певача
- 1987. Вогошћа, Сарајево - Ах нема, нема више севдаха
- 1990. Златна тамбурица, Нови Сад - Момци свилокоси
- 1995. Нишка јесен, фестивал градске песме и романсе - Ти би хтела песмом да ти кажем / Ја љубим Милу / Све док је твога благог ока (дует са Горданом Јевтовић), (Вече легенди градске песме), '95

## Дискографија

### Албуми
- 1961. Халиско (ПГП РТБ)
- 1973. Нестаћеш из мог живота (Југотон)
- 1973. Цуне (ПГП РТБ)
- 1975. Зашто свићеш тако рано (ПГП РТБ)
- 1979. Цуне и Оркестар Мије Крњевца - Предраг Цуне Гојковић (Београд Диск)
- 1980. Ја прошетах крај Мораве - Цуне и Снежана Ђуришић (Дискотон)
- 1980. Цуне Гојковић и Драган Токовић - У Новом Саду, Еј (ПГП РТБ)
- 1981. Не могу ти ништа осим цвећа дати (Југотон)
- 1981. Јаничар (Југотон)
- 1981. Предраг Гојковић Цуне и Миле Богдановић - Ко зна више (Сарајево Диск)
- 1987. Незаборавне мелодије (1987) (ЗКП РЛТВ)
- 1988. Ко то каже Србија је мала (ПГП РТБ)
- 2001. Предраг Цуне Гојковић (Гранд продукција)
- 2002. Нестао је сан (Гранд продукција)

### ЕП и синглови
- Халиско (1961) (ПГП РТБ)
- Кад засвира хармоника (1961) (Југотон)
- Продавачица Љубичица (1962) (ПГП РТБ)
- Кафу ми драга испеци (1962) (ПГП РТБ)
- Момак весељак (1962) (ПГП РТБ)
- Златан прстен (1963) (ПГП РТБ)
- Мандолине на месечини (1963) (ПГП РТБ)
- Халиско (1963) (ПГП РТБ)
- Кад ја имам коња врана (1963) (ПГП РТБ)
- Ој, Мораво, ој (1963) (ПГП РТБ)
- Марамица свиленица - дует Предраг Гојковић и Живка Ђурић (1963) (ПГП РТБ)
- Пробија се коловођа (1963) (ПГП РТБ)
- Бразил (1963) (ПГП РТБ)
- Три девојке збор збориле (1963) (ПГП РТБ)
- Мама Хуанита (1965) (ПГП РТБ) (Тема из филма "(Један дан живота (film)")
- Под Авалом сви је знају (1965) (ПГП РТБ)
- Сирота је без мираза (1966) (ПГП РТБ)
- Један тужан поздрав (1966) (ПГП РТБ)
- Предраг Гојковић и Недељко Билкић - Београдски сабор (1966) (ПГП РТБ)
- Љубав ми срце мори (1969) (ПГП РТБ)
- Црни врху крају од Србије (1970) (Шумадија)
- Црвена звезда - Звезда (1970) (Шумадија)
- Предраг Живковић Тозовац и Цуне Гојковић - Зашто, зашто/На растанку пољуби ме (1970) (ПГП РТБ)
- Љубав је вечна/Морава ме песмом задојила (1970) (ПГП РТБ)
- Комшиница/Љубав, љубави (1970) (ПГП РТБ)
- Дон Жуан (1971) (Југотон)
- Зашто да патим (1971) (Југотон)
- Често суза кане/Ташана (1972) (Београд диск)
- Запевајмо песме старе (1972) (Југотон)
- Акорди Ђердапа - Тихомир Петровић и Цуне (1972) (ПГП РТБ)
- Силвана Арменулић и Предраг Гојковић - Где си да си мој голубе/Кад у јесен лишће жути (1973) (Југотон)
- Само једном срце луди (1973) (ПГП РТБ)
- Жал за младост (1973) (Студио Б)
- Црне очи, плаве очи/Због једне жене (1973) (Студио Б)
- Бећар/Растанак је од судбине дар (1973) (Југотон)
- Хеј другови/Живот лети (1974) (Југотон)
- Кад у рибу пођем (1974) (Студио Б)
- Мелодије из ТВ серије Позориште у кући (1974) (Дискотон)
- Невена/Кућо моја са седам прозора (1974) (Југотон)
- Есма Реџепова и Цуне - Кажи, кажи, либе Стано (1974) (ПГП РТБ)
- Хеј, другови/Живот лети (1974) (Југотон)
- Живка Ђурић и Цуне Гојковић - Ситна киша пада (1974) (Студио Б)
- Још и данас (1974) (ПГП РТБ)
- Мој живот је река без повратка (1975)
- Предраг Гојковић Цуне и ансамбл Радојке и Тинета Живковића - Седам села седам мојих цура (1975) (ПГП РТБ)
- Очи и звијезде (1975) (ПГП РТБ)
- Цуне и Драган - Дунаве моје море (1975) (ПГП РТБ)
- Лепа, Уснија, Тозовац и Цуне -Мани, мани (1978) (ПГП РТБ)
- Ко то каже, ко то лаже (1979)
- Кафу ми драга испеци/Ђердапске делије (1980) (Београд диск)
- Оливера, Дадо и Цуне - Напред плави (1982) (ПГП РТБ)

### Компилације
- 1973. Цуне (ПГП РТБ)
- 1993. Запевајмо песме старе 1 (Лунар рекордс)
- 1993. Запевајмо песме старе 2 (Лунар рекордс)
- 1997. Кафу ми драга испеци (Фолк естрада)
- 1999. Педесет година са вама (ПГП РТС)
- 2005. Златна колекција (Flexmedia)
- 2008. Записано у времену - троструки цд (ПГП РТС)
- 2013. Предраг Цуне Гојковић (Голд)

## Филмографија
- Срећна Нова година (1962)
- Наше приредбе (1968)
- И Бог створи кафанску певачицу (1972)
- Момчине (1975)
- Избацивач (1978)
- Ој, Мораво (1984) као певач
- Јагоде у грлу (1985) као газда
- Три мајстора (1996) као певач
- Севдалинка : Алхемија душе (2016) као Цуне Гојковић

## ТВ серије
- Сервисна станица (1959) (играо у две епизоде)
- Серафимов клуб (1961) (играо у три епизоде)
- Промаја (1963) (играо у две епизоде)
- Шест свечаних позивница (1963) (играо у једној епизоди)
- Наше приредбе (1968. и 1973) (играо у три епизоде)
- Позориште у кући (1972 – 1980) (играо у четири епизоде) као Цуне Гојковић
- Професионалци (1978) (играо у две епизоде)
- Само вечерас (2011) као Цуне Гојковић